# Palazzo Antonio Doria Invrea
Il palazzo Antonio Doria Invrea è un edificio storico italiano, collocato in via del Campo 9, nel centro storico di Genova. È uno dei Palazzi dei Rolli designati, al tempo della Repubblica di Genova, a ospitare gli ospiti di alto rango per conto del governo, durante le visite di stato.

## Storia e descrizione
Il palazzo venne fondato su edifici preesistenti nel 1547 per conto di Antonio Doria Invrea, ambasciatore presso il re Enrico II di Francia e il papa Gregorio XIII, membro di una famiglia che aveva costruito la propria fortuna sull'industria serica. Fino al XVIII secolo fu residenza di diversi membri della famiglia Invrea, fra cui Tomaso, importante assicuratore navale, e Luca Maria Invrea, doge della Repubblica di Genova nel 1681-1683, che ne curarono successivi ampliamenti tramite acquisizione di lotti contigui, con parallelo sviluppo della quadratura ad affresco nella facciata.
L'ultimo proprietario Invrea, Gio. Antonio, caro amico del pittore Giulio Benso, vi radunò un'importante quadreria, poi dispersa. Dopo Gio. Antonio, il palazzo passò a Luca filippo Adorno, a seguito di una causa civile, e qui trasferì la propria residenza, lasciando quella di via Lomellini e attuando un ampio programma di ristrutturazione interna.
Dopo la fine del XVIII secolo, con il passaggio di proprietà a Carlo Spinola e a Benedetto Migliorati, non fu più residenza nobiliare e divenne casa d'affitto. Il palazzo conserva all'interno alcune tracce di affreschi cinquecenteschi raffiguranti un soldato con elmo e lancia, e un volto femminile.

## Galleria d'immagini

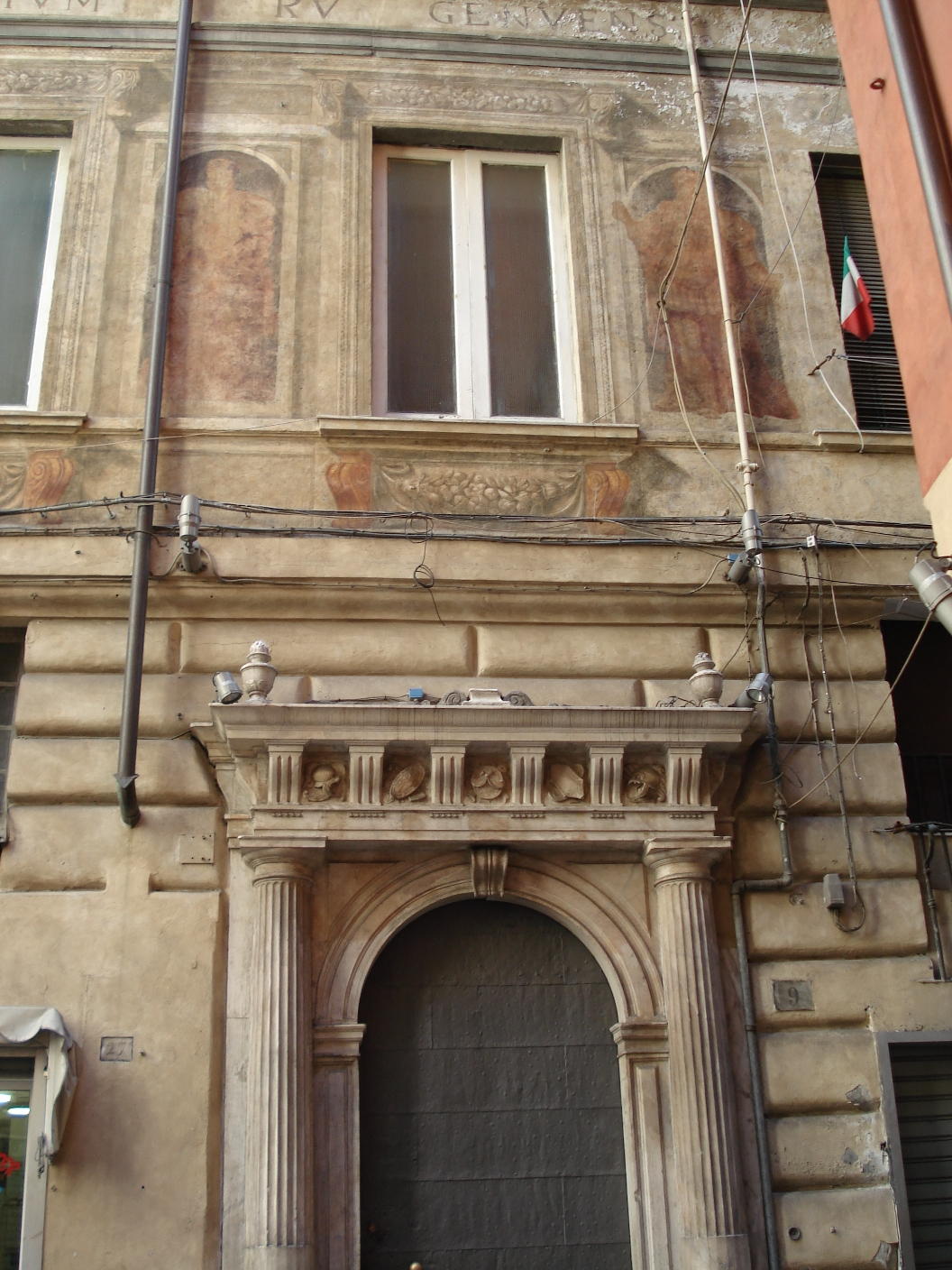
Particolare della facciata e del portale